# Heidi Sabelus
Heidi Sabelus (* 23. Dezember 1942 in Plauen, Vogtland) ist eine deutsche Keramikerin. Sie lebt und arbeitet in Berlin.

## Leben
Nach einer Lehre im Porzellanwerk Colditz studierte sie von 1962 bis 1967 an der Kunsthochschule Berlin-Weißensee bei Wolfgang Henze, Rudolf Kaiser, Herbert Behrens-Hangeler, Friedrich Bundtzen und Friedrich Panndorf.
Ihr Werk umfasst Objekte aus Keramik, Glas und Papier, die seit 1970 in eigener Werkstatt entstehen. Sabelus schuf eine Vielzahl von keramischen Gefäßen, Gläsern und architekturgebundenen Arbeiten, unter anderem ein Vasenensemble für das Gästehaus der Stadt Berlin, eine im Glaswerk Weißwasser produzierte Serie von Gläsern und verschiedene Wandbilder aus Keramik. Sie war bis 1990 Mitglied des Verbands Bildender Künstler der DDR.
Von 1994 bis 2014 war sie künstlerische Betreuerin von Förderprogrammen für geistig behinderte Schüler und junge Erwachsene im Rahmen der Arbeit des Vereins Art und Weise e.V.

## Ausstellungen
Personalausstellungen (Auswahl)

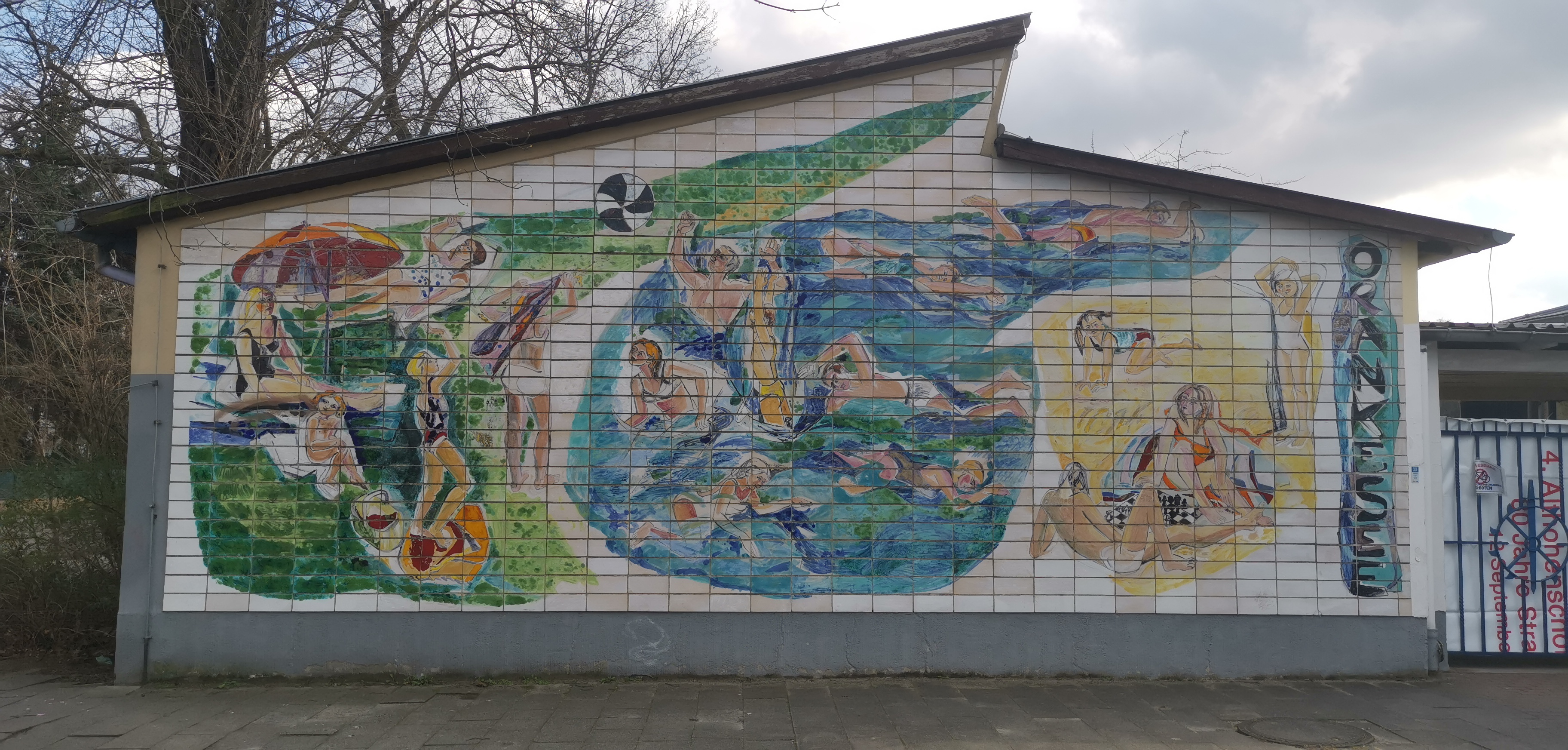
Wandbild "Badende" von Heidi Sabelus und Angelika Görner

- 1982: Gefäßkeramik. Studio-Galerie, Berlin-Ost[4]
- 1983: Kunstgalerie Budyšin, Bautzen[5]
- 1985: Heidi Sabelus. Staatlicher Kunsthandel der DDR – Neue Dresdener Galerie, Dresden
- 1990: mit Anne Gottwald, Jürgen Schwenzer; Applikationen, Keramik. Studio-Galerie, Berlin-Ost, Staatlicher Kunsthandel der DDR[6]
- 1992: Heidi Sabelus. Galerie Passage, Berlin
- 1997: Heidi Sabelus. Galerie ART, Wittenberg[7]
- 1999: Heidi Sabelus – Gerhild Freese. Neue Greifengalerie, Greifswald[8]

Ausstellungsteilnahmen (Auswahl)
- 1965: 23. Concorso Internazionale della Ceramica d'Arte. Faenza
- 1966: 3. Ausstellung Kunsthandwerk der DDR. IGA, Erfurt[9]
- 1972: Kunstausstellung der Hauptstadt der DDR. Ausstellungszentrum am Fernsehturm, Berlin[10]
- 1976: Form + Kunst. Ausstellungszentrum am Fernsehturm, Berlin[11]
- 1977: Keramik in der DDR. Kloster unserer lieben Frauen, Magdeburg[12]
- 1979: Kunsthandwerk – Formgestaltung. Ausstellungszentrum am Fernsehturm, Berlin[13]
- 1980: Galerie am Hansering, Halle
- 1984/1985: Keramik in der DDR. Kloster unserer lieben Frauen, Magdeburg
- 1986: Galerie Unter den Linden, Berlin
- 1987/1988: X. Kunstausstellung der DDR. Ausstellungszentrum Fučíkplatz, Dresden[14]
- 1989/1990: Kunst und Form. Ausstellungszentrum am Fernsehturm, Berlin[15]
- 1996: aromaTisch. Kunstscheune Friedersdorf, Kulturbrauerei Berlin, Friedersdorf, Berlin[16]
- 1999/2000: Traum vom Fliegen. Petrikapelle Brandenburg, Klostergalerie Zehdenick, Galerie in Schloss Altranft[17]
- 2000: Kunst in der Ackerfurche. Nachwachsende Rohstoffe. Korvin, Feld (Gruppenausstellung mit Helene-Häusler-Schule)
- 2001: Nach der Natur – Kunst im Gewächshaus III. Gärten der Welt, Marzahn, Berlin[18]

Architekturgebundene Arbeiten
- 1974: keramisches Wandbild "Badende", Strandbad Orankesee, Berlin, in Kooperation mit Angelika Görner
- 1975: keramisches Wandbild "Die Bremer Stadtmusikanten", Kindergarten Bänschstraße, Berlin
- 1977: Innenarchitektur (Konzept, keramische Objekte und Gefäße) eines Restaurants, Berlin

Objekte in öffentlichem Besitz
- Stadt Berlin
- Kunstmuseum Kloster Unser Lieben Frauen Magdeburg
- Grassi Museum für Angewandte Kunst, Leipzig
- Palais Unter den Linden, Berlin